# Occupy
Occupy é um pequeno estudo do movimento Occupy escrito pelo linguista e ativista político Noam Chomsky. Inicialmente publicado em 2012 nos Estados Unidos pela Zuccotti Park Press como o primeiro título da Occupied Media Pamphlet Series, coleção de 2012, posteriormente lançada no Reino Unido pela Penguin Books.
Linguista e acadêmico do Instituto de Tecnologia de Massachusetts, Chomsky alcançou fama por seu trabalho como ativista político durante as décadas de 1960 e 1970, como socialista libertário e proeminente crítico do capitalismo. Com o nascimento do movimento Occupy, interessado nas mudanças sociopolíticas, Chomsky torna-se uma voz importante, escrevendo artigos e fazendo discursos em seu nome.